# فرينج (مسلسل)
فرنج أو الهامشية (بالإنجليزية: Fringe)‏ هو مسلسل خيال علمي أمريكي من إنتاج شبكة فوكس التلفزيونية،  أنشأه جاي جاي أبرامز وأليكس كورتزمان وروبرتو أورسي عُرض لأول مرة على شبكة فوكس التلفزيونية في 9 سبتمبر 2008، وانتهى في 18 يناير 2013، بعد خمسة مواسم ضمت 100 حلقة. يتحدث مسلسل فرنج عن فريق شُكل حديثًا في مكتب التحقيقات الفيدرالي يُعرف باسم شعبة الهامشية مركزه الرئيسي في مدينة بوسطن ويعمل تحت إشراف وزارة الأمن الداخلي، يتكون من عميلة مكتب التحقيقات الفيدرالي أوليفيا دونام (آنا تورف) وعالم عبقري ولكن مختل وظيفيا، والتر بيشوب (جون نوبل )؛ وابنه ذو الماضي المضطرب، بيتر بيشوب (جوشوا جاكسون)، يستخدم هذا الفريق العلوم الهامشية جنبًا إلى جنب مع تقنيات التحقيق التقليدية لمكتب التحقيقات الفيدرالي للتحقيق في سلسلة من الأحداث غير المبررة والمروعة التي تحدث في أماكن كثيرة حول العالم والمعروفة باسم حوادث النمط.
وُصف المسلسل على أنه مزيج من الخيال والدراما الإجرائية ‏ والمسلسلات [الإنجليزية]، متأثرًا بأفلام مثل أحوال متبدلة ‏ والبرامج التلفزيونية مثل لوست والملفات الغامضة وتوايلايت زون. بدأ المسلسل كمسلسل تقليدي شرير الأسبوع وأصبح أكثر تسلسلاً في المواسم اللاحقة. تحتوي معظم الحلقات على حبكة مستقلة، بينما تستكشف العديد من الحلقات الأخرى أيضًا الأساطير [الإنجليزية] الشاملة للمسلسل.
كان الاستقبال النقدي فاترًا في البداية ولكنه أصبح أكثر إيجابية بعد الموسم الأول، عندما بدأ المسلسل في استكشاف أساطيره، بما في ذلك الأكوان المتوازية والجداول الزمنية البديلة. رُشح العرض، إلى جانب الممثلين وطاقم العمل، للعديد من الجوائز الكبرى. على الرغم من انتقاله إلى «فتحة الموت ليلة الجمعة [الإنجليزية]» وانخفاض والتقييمات [الإنجليزية] المنخفضة، فقد طور المسلسل عبادة أتباعه [الإنجليزية]. كما أنتجت أيضًا سلسلتين من الكتب المصورة مكونة من ستة أجزاء، ولعبة الواقع البديل [الإنجليزية]، وثلاث روايات.

## مقدمة
يتبع فرينج (هامش) العمل القضائي لقسم فرينج، وهو فريق عمل فيدرالي مشترك مدعوم بشكل أساسي من قبل مكتب التحقيقات الفيدرالي، والذي يضم العميلة أوليفيا دونهام، والدكتور والتر بيشوب، العالم المجنون النموذجي، وبيتر بيشوب، ابن والتر المنفصل وزوجها. -جميع المهن. يُدعمهم فيليب برويلز (لانس ريديك)، مدير القوة، والعميلة أستريد فارنسورث (جاسيكا نيكول)، التي تساعد والتر في الأبحاث المختبرية. يقوم القسم الهامشي بالتحقيق في الحالات المتعلقة بالعلوم الهامشية، بدءًا من تجارب تجاوز الإنسانية التي فشلت إلى احتمال حدوث تفرد تقنب مدمر إلى اصطدام محتمل بين عالمين متوازيين [الإنجليزية]. غالبًا ما يتقاطع عمل القسم الهامشي مع التقنية الحيوية المتقدمة التي طورتها شركة تسمى ماسيف ديناميك [الإنجليزية]، أسسها شريك والتر السابق، الدكتور ويليام بيل (ليونارد نيموي)، ويديرها صديقهم المشترك نينا شارب (بلير براون). تُراقب بصمت مجموعة من الرجال البيض الصلع الشاحبين الذين يطلق عليهم "المراقبون" الفريق أيضًا.

## الحبكة
تبدأ أحداث المسلسل بوقوع حادثة غريبة ووصول طائرة إلى مطار بوسطن لوجان، ولكن كل من على متنها بدءاً من طاقم الطائرة إلى كل فرد من الركاب ماتوا بطريقة مريعة وغامضة، فتسند مهمة التحري عن هذه القضية الغامضة إلى العميلة الفدرالية أوليفيا دونهام، بعد أن كاد زميلها العميل الفدرالي جون سكوت أن يقتل أثناء تحريه عن تلك القضية.
بشكل عام، ترتكز قصة مسلسل فرينج على تحليلات ودراسات وتحريات مكثفة من قبل عميلة مكتب التحقيقات الفدرالي أوليفيا دونهام، والعالم المجنون والتر بيشوب وابنه بيتر بيشوب، هذه التحليلات هي عن طبيعة علم الفرينج وعن التحقيق بحوادث النمط. وهي مجموعة أحداث غريبة مترابطة بينها بطريقة ما تفسرها علوم أو نظريات علمية وتكون هذه النظريات واقعية وموجودة على أرض الواقع لكنها توصف بأنها غير قابلة للتصديق أو غير شائعة القبول بالأوساط العلمية والأكاديمية ولا يمكن تفسيرها سواء إن كانت فيزيائية أو فلكية أو كيمائية لذلك لا تلقى رواجاً بين العلماء ولذلك تسمى أيضا نظريات هامشية.
لذلك تم اختيار هذا الاسم للمسلسل حيث سيحاول عملاء ال مكتب التحقيقات الفيدرالي التابعين لقسم الهامشية بالتعاون مع العلماء على تفسير بعض الظواهر الغريبة التي ستظهر بالمسلسل والتي لا يمكن تصديقها أو تفسيرها.
يقدم الموسم الأول [الإنجليزية] القسم الهامشي أثناء التحقيق في الحالات التي تشكل "النمط" المتمركز جغرافيًا حول بحيرة ريدن في ولاية نيويورك، والتي يتم تنسيق العديد منها بواسطة شبكة دولية من العلماء المارقين المعروفة باسم (بالألمانية: Zerstörung durch Fortschritte der Technologie) (ZFT)، أو باللغة العربية، «التدمير من خلال التقدم التكنولوجي»، بقيادة ديفيد روبرت جونز [الإنجليزية] ( جاريد هاريس)، الذين يستعدون لحدث يوم القيامة . يبدو أن تهديد زي إف تي قد انتهى عندما قُتل بيتر جونز أثناء محاولته السفر إلى عالم موازي. علمت أوليفيا أنها كانت موضوع اختبار للأطفال لوالتر منذ سنوات (المعروفة آنذاك باسم أوليف) لعقار منشط للذهن، كورتيكسفان، مما يمنحها قدرات ذهنية [الإنجليزية] ضعيفة. هذا الدواء طوّر من قبل والتر وشريكه وليام بيل ، وقد عولجت به أوليفيا وعدد أخر من الأشخاص. يكافح والتر أيضًا من أجل التكيف مع الحياة الطبيعية في رعاية بيتر بعد أن عاش سبعة عشر عامًا في مصحة عقلية بينما يُخفي حقيقة أن بيتر من الكون الموازي، حيث مات بيتر عندما كان طفلاً.
في الموسم الثاني [الإنجليزية]، اكتشف أن الأحداث مرتبطة بأنشطة الكون الموازي، الذي يعاني من التفردات التي تحدث في نقاط ضعيفة من النسيج بين العوالم؛ هناك، طور العلماء مادة تشبه الكهرمان تعزل هذه التفردات بالإضافة إلى أي أشخاص أبرياء يُقبض عليهم في المنطقة عند إطلاقها. يتعامل فريق فرينج مع المزيد من الحالات التي تؤدي إلى "عاصفة عظيمة" حيث يبدو أن الكون الموازي في حالة حرب مع الكون الرئيس، الذي صممه متحولو الشكل الهجين بين الإنسان والآلة من الكون الموازي. يضطر والتر لإخبار بيتر بأنه من الكون الموازي، وهو بديل لبيتر الذي مات بسبب مرض وراثي. كان والتر قد عبر الجليد المتجمد لبحيرة ريدن في عام 1985 لإعطاء العلاج للنسخة البديلة من بيتر، ولكن بعد تدمير جرعة من العلاج عن طريق الخطأ أثناء النقل، أحضر الصبي بدلاً من ذلك. عند العودة، سقطوا عبر الجليد لكن المراقب سبتمبر  أنقذهم، والذي أخبر والتر عن أهمية "الصبي"، وهو ما اعتبره والتر يعني بيتر. إن عبور والتر هو الذي سبب التفردات في الكون الموازي، مع وجود بحيرة ريدن في مركزها. كان والتر يبحث عن علامة المغفرة على شكل زهرة توليب بيضاء.
يقدم الموسم الثالث [الإنجليزية] حلقات تتناوب بين الكونين. "والترنيت"، شبيه والتر في الكون الموازي، هو وزير الدفاع الأمريكي وقد أطلق الأحداث لتجميع الآلة، وهي جهاز نهاية العالم الذي يتفاعل فقط مع بيولوجيا بيتر. كما أرسل أوليفيا الخاصة به، «فوكسليفيا» ، إلى الكون الرئيس، بدلاً من أوليفيا، للاشتباك مع قسم فرينج وتجميع نسخة الكون الرئيس من الجهاز، بينما يدرس قوى أوليفيا التي يسببها كورتيكسفان. بالصدفة، حملت فوليفيا بطفل بيتر، هنري، قبل أن تُرسل وتسخرج إلى الكون الموازي. يُسرّع الحمل بشكل منظم للحصول على عينة من دم الطفل، والتي تُستخدم لتنشيط الجهاز. يدخل بيتر، بمساعدة أوليفيا، إلى النسخة الأولية من الآلة، ويختبر رؤية للمستقبل حيث يُدمر الكون الموازي ويهدد نفس المصير الكون الموازي، ويتعلم أن الآلة هي في الواقع جهاز أنشأه والتر ورفاقه. زملاء من هذا المستقبل، أُرسلوا بالزمن إلى الوراء عمدًا لنقل هذه الرؤية للمستقبل إلى بيتر. يتعافى بيتر في الوقت الحاضر، ويغير خطته ويستخدم الآلة لدمج الغرفتين، وإنشاء جسر حيث يمكن لسكان كلا الكونين حل معضلتهم، قبل إعادة كتابة الوقت حتى لا ينقذه سبتمبر  ويُنسيها كل من والتر وأوليفيا. 
يبدأ الموسم الرابع [الإنجليزية] في تسلسل زمني بديل، حيث فشل سبتمبر في حفظ النسخة البديلة من بيتر في عام 1985، وفقًا للمراقبين. يؤدي هذا إلى إنشاء تأثير الفراشة الذي يؤثر على ماضي الشخصيات الرئيسة ولكنه يعمل على استقرار كلا الكونين بسبب إنشاء الجسر. سُحب بيتر إلى هذا التسلسل الزمني الجديد بسبب تصرفات فريق فرينج الخاص بالتسلسل الزمني البديل، والذي يضم لينكولن لي [الإنجليزية] (سيث غابيل). يعمل بيتر في البداية على العودة إلى التسلسل الزمني الخاص به، مدفوعًا بالمخاوف من أن ذكرياته تغير ذكريات أوليفيا التي تناولت جرعات كورتيكسفان في هذا التسلسل الزمني، ولكن بعد مواجهة سبتمبر الجريح، يتعلم بيتر أن هذا التسلسل الزمني هو منزله حقًا، ويأتي هو وأوليفيا لقبول التغيير، وإحياء علاقتهم. يكشف سبتمبر أيضًا لبيتر أن المراقبين بحاجة إلى محو هنري نجل بيتر لضمان إنشاء مستقبلهم، على الرغم من الإشارة إلى أن طفل بيتر المستقبلي مع أوليفيا سيكون مهمًا. في هذه الأثناء، في الوقت الحاضر، أصدر ويليام بيل تعليماته إلى ديفيد روبرت جونز، الذي يعيش في هذا التسلسل الزمني، للعمل مع نسخة الكون الموازي من نينا شارب لمزامنة الكونين، بهدف انهيارهما وتمهيد الطريق لكون ثالث تحت حكم بيل. التحكم باستخدام قوى أوليفيا كورتيكسفان لتمكين الانهيار. يضطر قسم فرينج إلى إغلاق جسر الأبعاد، لكن هذا يفشل في إيقاف خطة بيل. لم يتبق أمام والتر سوى خيار واحد، وهو إطلاق النار على أوليفيا وقتلها، حيث يؤدي موتها إلى تعطيل العملية وإنقاذ العالم. "موت" أوليفيا مؤقت فقط، حيث يُستهلك الكورتيكسفان الموجود في جسدها لإصلاح جرح الرصاصة، مما يتركها حية وبصحة جيدة ولكنها تفتقر إلى قدراتها الذهنية. عندما تبدأ أوليفيا وبيتر حياتهما معًا، يظهر سبتمبر لوالتر ويحذر من أن المراقبين "قادمون".
يبدأ الموسم الخامس والأخير [الإنجليزية] في عام 2036، بعد حلقة الموسم الرابع السريعة "رسائل العبور". كما حذر سبتمبر، سافر المراقبون، وهم ذكور بيض صُلعان من المستقبل البعيد، بعد أن دمروا الأرض بأنفسهم، إلى عام 2015 وأنشأوا "التطهير"، وقضوا على الكثير من البشرية، وأخضعوا الناجين لسيطرتهم، وبدأوا في تعديل بيئة الكوكب لتكون أكثر ملاءمة لأنفسهم. تمكن فريق فرينج من إغلاق أنفسهم في الكهرمان لتجنب القبض عليهم بعد وقت قصير من التطهير، ولُمَّ شملهم من خلال هنريتا ("Etta") ( جورجينا هايغ )، ابنة بيتر وأوليفيا البالغة الآن والتي اختفت بعد وقت قصير من وصول المراقب في عام 2015. يكشف والتر أنه وضع مع سبتمبر خطة لهزيمة المراقبين، والتي كُشف عنها من خلال سلسلة من أشرطة الفيديو المسجلة مسبقًا في المختبر. تؤدي الأشرطة إلى عدة مكونات للجهاز، بما في ذلك طفل صغير من المراقبين يُدعى مايكل ( قائمة سبنسر في الموسم الأول وروان لونجورث في الموسم الخامس)، ولكنها تشير أيضًا إلى رجل يُدعى دونالد ساعد والتر في إعداد الخطة. قُتلت إيتا خلال هذه الأحداث، مما دفع أوليفيا وبيتر لإكمال الخطة من أجلها. من خلال مايكل، اكتشفوا أن دونالد هو سبتمبر، بعد أن جُرد من صلاحياته كمراقب لمساعدة فريق فرينج، وأن مايكل هو ابنه الجيني، وقد تمت تربيته عمدًا باعتباره حالة شاذة في المستقبل البعيد. يشرح سبتمبر أن الخطة تتمثل في إرسال مايكل إلى عام 2167، حيث ستبدأ التجارب الجينية البشرية للتضحية بالعاطفة من أجل الذكاء وتؤدي إلى إنشاء المراقبين؛ من خلال إظهار مايكل، الذي يمتلك العاطفة والذكاء، ستوقف التجارب ولن يتم إنشاء المراقبين أبدًا. سبتمبر على استعداد لأخذ مايكل إلى المستقبل مع بدء تنفيذ الخطة، لكنه قُتل بالرصاص في اللحظة الأخيرة؛ أدرك والتر بالفعل أنه سيتَعين عليه تقديم تضحية، ويأخذ مايكل إلى المستقبل لضمان اكتمال الخطة. كما كان متوقعًا، أُعيد ضبط الوقت بدءًا من الغزو فصاعدًا في عام 2015؛ لا يغزو المراقبون أبدًا، ويعيش بيتر وأوليفيا وإيتا حياتهم بسلام - على الرغم من أن بيتر يتلقى رسالة أخيرة من والده: رسم لزهرة الخزامى البيضاء.

## الشخصيات
- جون نوبل بدور والتر بيشوب  باحث غريب الأطوار متخصص في العلوم الهامشية قضى 17 عاما في مصحة للأمراض العقلية مما ترك الكثير من الآثار السلبية على شخصيته إلا أن هذا الأمر لم يمنع الـFBI من الاستفادة منه في شعبة الهامشية الخاصة بها إلى جانب ابنه بيتر والعميلة أوليفيا دونام.

ولد والتر في كامبريدج عام 1946 ودرس في جامعة هارفرد، وأهلته نسبة ذكاؤه التي تبلغ 196 أن يكون من أبرز العلماء في جيله.
من السبعينيات وحتى عام 1991 منح كرسيا في كلية الكيمياء الحيوية بجامعة هارفرد وأجرى تجاربه في المعمل الكائن في قبو مبنى Kresge التابع لتلك الكلية بالتعاون مع شريكه في أبحاثه وليام بيل ومساعديهم وتراوحت الأبحاث التي أجراها الاثنان بين فيزياء الكم والهندسة الوراثية.
وانتهى بهم المطاف إلى التورط مع الحكومة في تطوير أبحاثها في مجال العلوم الهامشية المشكوك فيها من الناحية الأخلاقية. تضمنت هذه الأبحاث إجراء اختبارات على الأطفال باستخدام دواء كورتيكسفان ومن أبرز هؤلاء الأطفال العميلة أوليفيا دونام.
في عام 1991 ونتيجة حادث في المعمل أدى إلى مقتل مساعدته الدكتورة كارلا وارن بدأت الشكوك تحوم حول أخلاقية التجارب التي يجريها والتر ولاسيما استخدامه للبشر. وبعد اتهام والتر بالقتل الغير متعمد تم ايداعه مصحة للامراض العقلية ورفض بيتر زيارة والده أو الحديث معه طوال فترة بقائه في المصحة الا انه في النهاية أجبر على أخراجه وإبقائه تحت وصايته بتدخل من من الـFBI وهكذا أصبح والتر نواة الفريق العلمي لشعبة الهامشية.
- آنا تورف  بدور اوليفيا دونام عميلة مكتب التحقيقات الفيدرالي تم تجنيدها بواسطة فيليب برويلز لتكون جزءا من شعبة الهامشية وهي العميلة المسؤولة عن التحقيق في الشعبة.

في طفولتها كان زوج والدتها مدمن كحول يتهم والدتها بالخيانة ويسيء معاملتها بشدة ونتيجة لذلك اطلقت عليه أوليفيا النار ولكنه لم يمت وهو أمر ندمت عليه أوليفيا لاحقا حيث انه بعد شفائه رحل إلى مكان مجهول واستمر في إرسال بطاقة معايدة سنوية لها في عيد ميلادها منذ تلك الحادثة لكي تعرف انه ما زال على قيد الحياة.
في بداية الثمانينات (أثناء طفولتها) تعرضت أوليفيا لعدد من التجارب أجراها عليها كل من والتر بيشوب ووليام بيل كان الهدف من تلك التجارب هو إطلاق القوى الخفية لدى الأطفال الذين خضعوا لها واعدادهم للقتال في الحرب القادمة مع سكان العالم البديل المذكورة في المخطوطة، بعد انتهاء فترة التجارب والتدريب لم تعد لدى أوليفيا أية ذكريات عن تلك الفترة.
تخرجت دونام من جامعة نورث كارولاينا حيث تخصصت في كل من علم النفس وعلم الجريمة ثم خدمت كمحقق خاص في مشاة البحرية الأمريكية ومنه انتقلت إلى العمل كمحققة في الـFBI وهو حلمها منذ أن كانت بالتاسعة من العمر.ربطت علاقة حب بين دونام وشريكها العميل جون سكوت ونظرا لأن العلاقات بين زملاء العمل في الـFBI ممنوعة فقد أبقيا على تلك العلاقة سرا.
- جوشوا جاكسون  بدور بيتر بيشوب هو ابن الدكتور والتر بيشوب. بعد وفاة بيتر في هذا العالم بمرض عضال وهو طفل استمر والتر بمراقبة والترنيت في العالم الآخر وحين رأى أنه أخفق في الانتباه إلى وصوله إلى العلاج الشافي لحالة بيتر قام والتر بالعبور إلى العالم البديل واختطف بيتر إلى عالمنا ولم يعده بعد علاجه إلى العالم البديل ولا يتذكر بيتر طفولته من العالم الآخر.

والدة بيتر انتحرت بعد دخول والتر المصحة وبيتر لم يكمل دراسته الثانوية بالرغم من ذكائه الشديد (نسبة ذكائه 190) وقبل أن ينضم إلى شعبة الهامشية كان دائم الترحال ولم يحافظ على وظيفة، من بين الوظائف التي عمل بها: رجل إطفاء، قائد طائرة شحن، برفيسور كيمياء وحصل على هذا المنصب بتزوير شهادة من معهد ماساتشوستس للتقنية وبالرغم من ذلك تمكن من نشر بعض الأبحاث قبل أن يتم طرده من منصبه بتهمتة التزوير والاحتيال.
بيتر يعمل حاليا مع شعبة الهامشية إلى جانب والده وهو الوصي الشرعي عليه بعد أن اخرجه من المصحة.
- جَسيكا نيكول  بدور أستريد فرانسورث عميلة مبتدئة في الـFBI تم تعيينها في شعبة الهامشية كعميلة مساعدة للعميلة أوليفيا دونام وأصبحت جزء من الفريق العلمي للشعبة حيث تعمل كمساعدة معمل لوالتر بيشوب. هي خريجة جامعة هارفرد بتخصصين: تخصص علم اللغويات وتخصص علوم الحاسب كما أنها تتحدث خمس لغات وسبق لها دراسة التشفير قبل أنضمامها إلى الـFBI

والتر يجد صعوبة في حفظ اسمها لذا أطلق عليها مجموعة من الأسماء الرديفة منها: Asterisk، Astro، Asteroid، Astringent، Asprin
- لانس ريدريك  بدور العميل الخاص فيليب برويلز هو العميل المسؤول عن شعبة الهامشية وهو الذي اختار أوليفيا دونام لتولي مسؤولية قيادة التحقيق في الشعبة.تربط برويلز علاقة وثيقة غير واضحة الطبيعة بنينا شارب حيث أن كلاهما عضوان في لجنة الرقابة وهي مجموعة منخرطة في تحقيق غاية في السرية عن حوادث (النمط).
- بلير براون  بدور نينا شارب هي المديرة التنفيذية لشركة ماسيف دايناميك، وقد انضمت نينا إلى الشركة حين أسسها ويليام بيل بعد ادخال والتر المصحة بعام أي في سنة 1992.

نينا فقدت ذراعها الأيمن وقد تم ذكر سببين مختلفين تماما لهذا الأمر، الأول اصابتها بالسرطان في عام 1997 والذي كان يمكن علاجه فقط ببتر الذراع اليمنى، والثاني ان ذراعها اليمني علقت في المعبر إلى العالم البديل عندما حاولت امساك والتر وايقافه ومنعه من العبور، فعلى الأغلب كانت قصة السرطان للتغطية على القصة الحقيقة وراء فقدان نينا لذراعها، نينا الآن تمتلك ذراع آلية بديلة قام ويليام بيل بتصميمها لها.
- ليونارد نيمو  بدور وليام بيل هو شريك المعمل السابق لوالتر بيشوب وهو مؤسس والرئيس لتنفيذي لماسيف دايناميك.

ألتقى وليام بوالتر عام 1974 وهو لا يزال طالبا في جامعة هارفرد بعمر 20 سنة وكان بيشوب في تلك الفترة برفيسورا جديدا في الجامعة، وليام كان معجبا بوالتر وتمكن من العمل معه كمساعد معمل.
ويليام بيل أصبح غير مستقر جزئيًا بسبب تنقلاته بين العالمين لذا أمضى السنوات الأخيرة مقيما في العالم البديل حيث يعمل مع والترنيت ويزوده بتقنيات عديدة لتسليح شعبة الهامشية في العالم البديل وذلك حرصا منه على أن يكون ذو فائدة له حتى يبقى قريبا منه ويراقب مخططاته لتدمير عالمنا ولوليام مكتب في أحد مبنيي مركز التجارة العالمي الذي لم يتم تدميره في ذلك العالم.

## الإنتاج
أَنتج مسلسل الهامشية جي. جي أبرامز، روبيرتو أورسي وأليكس كورتزمان، بالاشتراك مع شركة وارنر بروز التلفزيونية. فكرة فرينج أخذت من عدد من المصادر، تضمنتها كتابات مايكل كريتشتون، وفيلم كين روسل Altered States، والمسلسلات التلفزيونية: The X-Files وThe Twilight Zone.
كلف العرض التلفزيوني التجريبي للمسلسل (Long Form – Original) ومدته ساعتين 10 ملايين دولار أمريكي وبذلك يزيح سلسلة لوست النلفزيونية عن القمة مقدما أغلى حلقة في تاريخ المسلسلات.
في 21 فبراير / 2009، تم الإبلاغ بشكل غير رسمي بأنه سيكون هناك موسم ثاني من المسلسل، وسيتم إنتاجه في فانكوفر، مدينة نيويورك. في 4 مايو/ 2009، أُعلن رسمياً عن إطلاق الموسم الثاني من فرينج. انتهت السلسلة من الموسم الثالث وستعود بموسم رابع بداية من 23 سبتمبر 2011.

## عالم الهامشية
على متن رحلة جوية من هامبورغ إلى بوسطن، يقوم أحد المسافرين، بحقن نفسه بمركب، مما يؤدي إلى كارثة على متن الطائرة، وبعد أن حطت على مدرج مطار (بوسطن) إتضح أنه قد مات جميع من على متنها، فتم طلب العميلة الفدرالية (أوليفيا دونام)، من أجل التحقيق في الأمر.
هكذا كانت بداية أول دقائق مسلسل الهامشية من تأليف المنتج جي جي ابرامز،

### الملاحظ
هو الشخص الذي يتواجد بشكل دائم عند وقوع أي حدث من حوادث النمط.وهو ليس رجلا واحدا ولكن هناك مجموعة من الرجال المتماثلين في الشكل الخارجي يقومون بهذا الدور.
الملاحظ يبدو كرجل عادي، يرتدي دوما البدلة ذاتها ونفس ربطة العنق، أصلع، بلا حواجب، له ايقاع صوتي غريب بعض الشيء، كما يمتلك القدرة على قراءة العقول، الملاحظ غير متورط في السبب المباشر لوقوع حوادث النمط، كما أنه لا يتدخل في الحدث الذي يراقبه انما يكتفي بعملية الملاحظة فقط.
هم 12 شخصاَ تطلق عليهم أسماء الأشهر الميلادية ارسلو من المستقبل لملاحظة البشرية البدائية قبل الاجتياح في عام2015
تأثرو بالمشاعر البشرية وقد وفع احدهم (اوغست) في غرام فتاة ضل يراقبها من الصغر مما جعله يتدخل في سير الخط الزمني وخطفها لحمايتها من القتل فا قتل هو
وكان الأكثر تأثيرا في المسلسل هو الملاحظ (سبتمبر) حين تدخل أول مره في العالم الموازي وهو يلاحظ والترنت في حين اكتشافئه العلاج فا لم يلحظ والترنت انه اكتشف العلاج لانشغاله في السؤال عن الملاحظ
فا لتعديل ذلك ساعد (سبتمبر) والتر وانقذ حياة بيتر من الغرق حتى يعالجه ليصحح خطأه الأول في التدخل غير المقصود في سير الخط الزمني
ولاحقاً ولشدة تأثره بالمشاعر البشرية يساعدهم كثيرا للحفاظ على النوع البشري ويموت في الحلقة الاخيرة من الجزء الخامس

### المتحولون
المتحولون هم كائنات من العالم البديل لديهم القدرة على اتخاذ الشكل الخارجي لأي إنسان، وذلك باستخدام أداة مصممة لهذا الغرض (هذه التقنية من ابتكار وليام بيل) تحتوي هذه الأداة على سلكين كل منهما ينتهي بمقبس يتكون من ثلاثة رؤوس على المتحول أن يقوم بغرس أحد الطرفين في سقف فم الضحية المتوفي والطرف الآخر في فمه ثم تقوم الأداة بعد تشغيلها باعادة بناء عظام ووجه المتحول حتى يتخذ شكل وجه الضحية.
من أهم العلامات الجسدية التي تميز المتحولين أنهم عندما يجرحون ينزفون زئبقا بدل الدم.

### شعبة الهامشية

#### شعبة الهامشية - عالمنا
وحدة أو شعبة الهامشية هي جزء من وكالة الـFBI وتعمل تحت مظلة وزارة الأمن الداخلي، مهمة الشعبة التحقيق في حوادث النمط.
الأعضاء الرسميين بالشعبة هم:
- العميل الخاص فيليب بروزيلز المسؤول عن الشعبة
- العميلة اوليفيا دونام العميلة المسؤولة عن التحقيق
- العميل تشارلي فرانسيس شريك العميلة دونام بالإضافة إلى انه الثاني بعدها في قيادة التحقيق
- د. والتر بيشوب عالم متخصص بعلوم الهامشية
- بيتر بيشوب ابن والتر والوصي القانوني عليه
- العميلة استريد فرانسورث تعمل مساعدة للدكتور والتر في معمله

#### شعبة الهامشية - العالم البديل
الشعبة في هذا العالم تتبع وزارة الدفاع «وزيرها في العالم البديل هو والتر بيشوب» وكانت وكالة غير سرية ومعلن عنها كما أن لها مقر وغرفة عمليات خاصة بها. يتركز عمل الشعبة في العالم البديل على الكوراث البيئية التي بدأت سنة 1985 مع الحدث صفر في بحيرة (ريدن) وذلك عندما انتقل والتر ذهابا وايابا بين العالمين، والمقصود بهذه الكوارث هي ثقوب دودية في النقاط اللينة في بنية العالم البديل تؤدي إلى عالمنا وحين ترفض الانغلاق تكون مهمة الشعبة فرض الحجر الصحي على المنطقة المصابة.
الأعضاء الرسميين بالشعبة هم:
- العميل فيليب بروزيلز المسؤول عن الشعبة
- العميلة اوليفيا دونام
- العميل تشارلي فرانسيس
- العميل لينكولن لي
- العميلة استريد فرانسورث

### ماسيف ديناميك
شركة ضخمة تقدر قيمتها بـ50 مليار دولار، مركزها الرئيسي في نيويورك، مسؤولة عن التطوير والإنتاج في مجالات مختلفة مثل: الأسلحة، الروبوتات، المعدات الطبية، المستحضرات الصيدلانية، الاتصالات، الطاقة، النقل، وغيرها بمعنى أن لها باع في كل مجالات الحياة الحديثة.
بعد انتهاء الشراكة بين والتر بيشوب ووليام بيل بسبب وقوع حادث المعمل وايداع والتر المصحة، عمل وليام بيل على إنشاء ماسيف دايناميك وعين نينا شارب كرئيس تنفيذي للشركة. شركة ماسيف داينميك لا توجد في العالم الموازي.

### العالم الموازي
العالم البديل أو العالم الموازي، هو عالم متواجد إلى جانب عالمنا يعيش فيه نسخ منّا قد تعيش نفس حياتنا وظروفنا في هذا العالم وقد تكون تحيا حياة مختلفة تماما، ويتشابه ذلك العالم مع عالمنا كثيرا وغالبا ما ترجع الاختلافات بين العالمين إلى كون العالم البديل أكثر تقدما من الناحية التكنولوجية هذا بالإضافة إلى الضرر الدائم والمتفاقم الذي سببه انتقال والتر سنة 1985 إلى العالم البديل وعودته إلى عالمنا.
لا يعلم بوجود العالم الآخر الموازي سوى القليل من سكان عالمنا وعالمهم.
بعض الفوارق الواضحة بين العالمين:
- الرئيس الأمريكي الراحل جون كينيدي قتل في عالمنا سنة 1963 بينما يستمر في الحياة حتى يشيخ في العالم البديل.
- بعض العملات المعدنية الأمريكية في العالم البديل تحمل صور الرئيس نيكسون، وفئة العشرين دولار الورقية تحمل صورة د. مارتن لوثر كينج.
- مقر وزارة الدفاع في العالم البديل في مدينة نيويورك في جزيرة الحرية حيث يوجد تمثال الحرية، وقد تم الاستيلاء على جزيرة الحرية للمنفعة العامة طبقا لقانون حماية الأرض سنة 1989.
- يتم استخدام المناطيد كوسيلة نقل.
- يتم استخدام بطاقة الهوية لاستقلال الحافلات في مدينة نيويورك.
- هناك طائرات هيلكوبتر بدون طيار.
- مسلسل "The West Wing" في عالمنا 7 مواسم فقط بينما يكمل في العالم البديل 11 موسما.
- يمكن في العالم البديل علاج المصابين بالحروق وشفاؤهم تماما عن طريق تقنية النانوتيكنولوجي، كما توجد في المستشفيات أجهزة تسرع الشفاء.
- توجد كائنات في العالم البديل قادرة على تغيير هيئتها إلى هيئة أي شخص آخر باستخدام جهاز مخصص لهذا الغرض.
- يتوفر في العالم البديل جهاز قادر على رصد أي اختراقات بين الأبعاد
- فندق «جراند هوتيل» أُكمل بناؤه ولم يتوقف وذلك في سنة 1908.
- برجي مركز التجارة العالمي لا زالا موجودين ولم يتم تدميرهما.
- نظرا لانتقال والتر للعالم البديل في 1985 فقد بدءت تظهر ثقوب دودية بين العالمين وعندما لا تقبل هذه الثقوب الاغلاق يتم وضع المناطق التي ظهرت بها تحت الحجر الصحي وذلك بإطلاق مادة شبيهة بالكهرمان تتحجر على هذه المناطق المصابة ويتم اعتبار الأشخاص المحصورين داخلها في عداد الموتى قانونيا.
- يصعب الحصول على القهوة في العالم البديل وتخضع للتقنين والتوزيع على شكل حصص.
- تم تدمير البيت الأبيض في هجمات 11 سبتمبر ويخضع الآن للترميم.
- مبنى Transamerica الهرمي موجود في منهاتن في العالم البديل بينما هو موجود في سان فرانسيسكو في عالمنا.

## الجوائز والترشيحات
رُشح المسلسل لــ ثمان جوائز، منها جائزة أفضل مؤثرات بصرية من جوائز مجتمع المؤثرات البصرية وأفضل قصة وسيناريو من اتحاد كتاب أمريكا، ورشح البرنامج التلفزيوني التجريبي (Long Form - Original) لجائزة أطول برنامج تلفزيوني تجريبي يتجاوز الساعة الواحدة.

## الملاحظات
1. ↑  مرتبط بتنشيط الذاكرة أو تقوية الذاكرة
2. ↑  وهو رئيس ماسيف ديناميك
3. ↑  مايكل سيرفيريس [الإنجليزية]
4. ↑  فوكسليفيامن فو (بالفرنسية: Faux)‏، كلمة فرنسية تعني كاذبة
5. ↑  المراقب

## وصلات خارجية
- فرينج على موقع IMDb (الإنجليزية)
- فرينج على موقع ميتاكريتيك (الإنجليزية)
- فرينج على موقع روتن توميتوز (الإنجليزية)
- فرينج على موقع أول موفي (الإنجليزية)
- فرينج على موقع فيلمافينيتي (الإسبانية)
- فرينج على موقع كينوبويسك (الروسية)
- فرينج على موقع ألو سيني (الفرنسية)
- فرينج على موقع قاعدة بيانات الفيلم (الإنجليزية)
- FringePedia
- Fringe On Facebook